# حرية الدين في فيتنام
تُعرف فيتنام على نطاق واسع بالتسامح الديني. ينص دستور فيتنام رسميًا على حرية العبادة، بينما فرضت الحكومة مجموعة من التشريعات التي تقيد الممارسات الدينية.

## خلفية
تُعتبر ديانة الماهايانا البوذية أكبر ديانة في فيتنام. هناك أقلية كبيرة من المسيحيين الكاثوليك، وتشمل الأديان الأخرى المسيحية البروتستانتية، والبوذية التيراوية، والإسلام، وديانة هوا هاو، وديانة الكاودائية التوفيقية. يعتبر الكثير من المواطنين أنفسهم غير متدينين، رغم أنهم قد يمارسون المعتقدات التقليدية مثل تبجيل الأسلاف والأبطال الوطنيين. تمارس الأقليات العرقية تاريخيًا معتقدات تقليدية مختلفة عن معتقدات الأغلبية العرقية في فيتنام.
تحول العديد من الأقليات العرقية إلى البروتستانتية، وخاصة مجموعات همونغ وزاو وجاراي في الشمال الغربي ومناطق المرتفعات المتوسطة. ينشط المبشرون غير المصرح بهم القادمين من العديد من البلدان في فيتنام، على الرغم من عدم السماح للمبشرين الأجانب قانونًا بالتبشير أو القيام بأنشطة دينية. لا توجد عطلات دينية وطنية.

### نبذة تاريخية
دعمت الولايات المتحدة الأمريكية خلال حرب فيتنام كاثوليكيًا يدعى «نغو دينه ديم» لقيادة الدولة العميلة لفيتنام الجنوبية. افترضت الولايات المتحدة الأمريكية أن تنصيب كاثوليكي من شأنه أن يحمي حرية الدين في فيتنام الجنوبية، بسبب إيمانه العميق، لكنه بدلًا من ذلك استخدم قوته لقمع البوذية (التي كانت ديانة الأغلبية في فيتنام الجنوبية) وتعزيز الكاثوليكية. حظرت الحكومة الفيتنامية الجنوبية رفع العلم البوذي، ما أدى إلى إطلاق النار على تسعة مدنيين بوذيين عام 1963 لتبلغ الأزمة البوذية ذروتها.
بعد سقوط سايغون في عام 1975، دُمج شمال فيتنام وجنوبها لتشكيل جمهورية فيتنام الاشتراكية في عام 1976. اعتُمد دستور فيتنام في جنوب البلاد. عزز الحزب الشيوعي الفيتنامي أيديولوجيته الماركسية اللينينية في البلاد.
تأثر الشيوعيون بالتقاليد القومية والمناهضة للاستعمار في فيتنام، بما في ذلك كتابات «فان بي تشاو». خلال الحرب الهندية الصينية الأولى (1954-1946)، وعلى الرغم من الإلحاد العقائدي، بذل الحزب الشيوعي الهندي جهودًا لتجنيد المؤمنين الدينيين إلى جانبه. نُظر إلى الأقلية الكاثوليكية، على الرغم من ارتباطها الواضح بالوجود الفرنسي، على أنهم حلفاء محتملين لا معارضين بحكم الواقع، شريطة أن يُجندوا في الجانب المناهض للاستعمار.
أُدين المبشرون الكاثوليك في الدعاية الحزبية، ولكن اعتُرف بالكاثوليك الفيتناميين كمواطنين من أجل احتضان القومية. وهكذا، تركز النقد المعادي للكاثوليك على رجال الدين الكاثوليك الفرنسيين كعنصر أجنبي وتم تجنب النقد العقائدي لمعتقدات الكنيسة. حضر «هو تشي مين» قداس عيد الميلاد في عام 1945 وشمل الكاثوليك في حكومته، في محاولة منه للوصول إلى الكاثوليك الفيتناميين.
هاجم الحزب الشيوعي في الشمال منذ عام 1954 وفي الجنوب منذ عام 1975 العديد من الممارسات الدينية التقليدية والمعتقدات الشعبية. فسرت وجهة النظر الماركسية عبادة الروح عند عامة الناس على أنها البقاء على قيد الحياة من مرحلة سابقة من التطور الاجتماعي عندما ألّه الناس الطبيعةَ بسبب عدم قدرتهم على التغلب أو السيطرة عليها.
اعتُبرت هذه المعتقدات وهمية وأنها جعلت الناس «عاجزين» وقدريين. اعتُبرت هذه المعتقدات مقوِّضة لثقة الناس وغير مشجعة على الاعتقاد أن الناس يستطيعون حل مشاكلهم. اعتبر الشيوعيون عبادة الروح أداة للنخب الإقطاعية من أجل الحفاظ على حكمهم القمعي. اعتُبرت السيدة «ليو هينه»، وهي آلهة تعبد في الدين الشعبي الفيتنامي، أيضًا أمرًا مستوردًا من الطاوية الصينية وبالتالي إرثًا من الاستعمار الصيني.
بعد فوز الشيوعيين في الحرب وإعادة توحيد فيتنام، انخرطت الحكومة في هانوي بقمع الدين بقوة كبيرة. كان العديد من البوذيين يعارضون الحرب، وعندما حقق الشيوعيون النصر، همشت الحكومة جهود البوذيين الفيتناميين في مناهضة الحرب. وصف نظام هانوي الناشط السلمي البوذي «تساو نجوك فونج» (الذي سبق أن سجنته حكومة سايغون) بأنه «مجرم حرب».
سرعان ما وقعت حالات التضحية بالنفس، مثل تلك التي حدثت في فيتنام الجنوبية ضد الحكومة في سايغون، في فيتنام الموحدة احتجاجًا على معاملة الحكومة للبوذية. ضحّى 12 راهب وراهبة بوذيين بأنفسهم في «كن تاه» في نوفمبر من عام 1975. أحرقت «ثيش نو نهو هين» نفسها في هانوي في عام 1977، لكي تكون «شعلة من الحكمة» من شأنها أن تدفع الحكومة إلى احتضان التسامح الديني. ينتمي العديد من البوذيين الذين أحرقوا أنفسهم احتجاجًا على الحكومة الشيوعية إلى الكنيسة البوذية الفيتنامية المتحدة، والتي حظرتها حكومة هانوي بعد ذلك.
نظر العديد من الفيتناميين إلى التسلسل الهرمي البوذي باحترام أكثر من نظرتهم للحكومة الشيوعية، ورأى الكثير من المعارضين أن البوذية بديل للماركسية. صوّرت المعارضةُ الحكوميةُ الماركسيةَ على أنها أيديولوجية غربية أجنبية، في حين ارتبطت البوذية بالتراث الأصلي لفيتنام.
غيرت سياسة «دوي موي» لعام 1986 موقف الحكومة الفيتنامية من التأثير الخارجي في البلاد.

## الانتهاكات الاجتماعية والتمييز
لا توجد حالات معروفة للتمييز الاجتماعي أو العنف القائم على الدين، حتى خلال الفترة التي يغطيها هذا التقرير. في مدينة «هو شي منه»، وهانوي، و«هوي»، ومدن فيتنامية أخرى، من الشائع رؤية حوارات مسكونية بين قادة المجتمعات الدينية المتباينة. في حين أن الحكومة الشيوعية في فيتنام ظلّت تنظر بعين الشك تجاه الأديان، وأن هناك قيود متنوعة، فالشعب الفيتنامي لديه نظرة تسامح كبيرة تجاه الجماعات الدينية، ولم يحصل سوى عدد قليل من الانتهاكات المعادية للدين، ومعظمها -إذا كان موجودًا- انطوى على قضايا حكومية. بشكل خاص، غالبًا ما يتعاون المسيحيون، والمسلمون، والوثنيون، والهاو هاو، والشاو داي، والهندوس في المشاريع الاجتماعية والخيرية.
في 19 نوفمبر من عام 2006، أقامت أبرشية هانوي الكاثوليكية ضيافة مسكونية تاريخية في كنيسة «كوا باك» في هانوي بمناسبة زيارة الرئيس بوش. نتجت عن هذه الخطوة جهود تعاونية جديدة بين المجموعتين.
إن ازدياد اعتناق البروتستانتية في المرتفعات الوسطى معقد بسبب وجود انفصاليّي «ديغار» الذين يدافعون عن وطن مستقل أو حر للسكان الأصليين الذين يعيشون في المنطقة، لا سيما في مقاطعات «جيا لاي» و«كوك نوغ» و«كوك ليك». أُبلِغ أن هؤلاء الانفصاليين يملكون صلات مع جماعات سياسية مناصرة مقيمة في الولايات المتحدة وكندا ينتمون إلى أقلية ديغار.
في قضية نُشرت على نطاق واسع خلال الفترة المشمولة بالتقرير، دمّر المخربون، الذين تبين أنهم مسؤولون محليون في الحزب ورجال الشرطة، تمثالَ بيتا في أبرشية دونغ ينغ، في مقاطعة نوه تشيوان في إقليم نِنه بِنه. ارتبط هذا إلى حد كبير بنزاع سياسي محلي. استجابت سلطات المقاطعة بسرعة للتخريب، واعتُقل 10 من مسؤولي الحزب المحليين، وأُعفوا من العمل، وأُمروا بدفع تعويضات لأبرشية فات دييم الكاثوليكية. رفض الأسقف المحلي التعويض المالي، لكن رُمّم التمثال لاحقًا في مايو عام 2007 بتبرعات من الكاثوليك المحليين. تُعتبر مثل هذه الحوادث المناهضة للكاثوليكية نادرة نسبيًا وغير شائعة في البلاد.
تُعتبر فيتنام أيضًا موطن أكبر تمثال مسيحي في القارة. يصور التمثال يسوع المسيح في مدينة فنغ تاو، ويُعتبر رمزًا آخر للتسامح الديني في البلاد. افتُتح أكبر مسجد إسلامي في البلاد، وهو مسجد كهرمانلار رحمت الذي تموله تركيا، في عام 2017، ويُنظر اليه أيضًا على أنه علامة على التسامح الديني في البلاد.